# Паучинаста мождана опна
Паучинаста мождана опна (лат. arachnoid mater) је једна од три мождане овојнице, заштитне мембране које покривају мозак и кичмену мождину. Дериват је ектодерма у ембрионалном развоју.

## Структура
Умеће се између две друге мождане овојнице, површније и много дебље тврде мождане опне и дубље меке опне, од којих је одвојена субарахноидним простором. Деликатни арахноидни слој није причвршћен за унутрашњу страну дуре, већ уз њу и окружује мозак и кичмену мождину. Она не облаже мозак доле у његове бразде (наборе), као и мека опна, са изузетком уздужне пукотине, која дели леву и десну мождану хемисферу. Цереброспинална течност тече испод арахноида у субарахноидном простору, унутар мреже трабекула која се протеже између арахноида и меке опне. Паучинаста опна ствара арахноидне чупице, мале избочине кроз дура матер у венске синусе мозга, које омогућавају ликвору да изађе из субарахноиног простора и уђе у крвоток.
За разлику од дура матер, која добија богато васкуларно снабдевање из бројних артерија, арахноидна матер и дубља пиа матер су генерално неваскуларне.
Арахноидна матер и дура матер су веома близу заједно кроз лобању и кичмени канал све до С2, где се два слоја спајају у један и завршавају у филум терминалеу, који се везује за тртични крај кичменог канала. У сендвичу између дуре и арахноидне материје леже неке вене које повезују венски систем мозга са венским системом у дура матер.